# CR Волопаса
CR Волопаса (лат. CR Boötis) — карликовая новая, двойная катаклизмическая переменная звезда типа SU Большой Медведицы (UGSU:) в созвездии Волопаса на расстоянии приблизительно 1099 световых лет (около 337 парсеков) от Солнца. Видимая звёздная величина звезды — от +17,5m до +13m. Орбитальный период — около 0,017 суток (0,4083 часа; 24,5 минуты).

## Характеристики
Первый компонент — аккрецирующий белый карлик** спектрального класса pec. Масса — около 0,79 солнечной.
Второй компонент — коричневый карлик. Масса — около 0,06 солнечной.